# NGC 3784
NGC 3784 é uma galáxia espiral barrada (SBa) localizada na direcção da constelação de Leo. Possui uma declinação de +26° 18' 35" e uma ascensão recta de 11 horas, 39 minutos e 29,7 segundos.
A galáxia NGC 3784 foi descoberta em 28 de Abril de 1881 por Édouard Jean-Marie Stephan.